# Hotel Mencey
El Hotel Mencey (cuyo nombre oficial es Iberostar Grand Hotel Mencey) es un hotel de 5 estrellas ubicado en la ciudad de Santa Cruz de Tenerife (Islas Canarias). El hotel se encuentra en el barrio de Las Mimosas y junto al Parque García Sanabria.

## Historia
Fue el capitán general de Canarias Francisco García Escámez quién proyectó la construcción de un gran hotel en Santa Cruz, para ello fueron comprados en 1945 unos solares que ocupaban casi 13 mil metros cuadrados para su construcción. El arquitecto designado para el proyecto fue Enrique Rumeu de Armas.
En agosto de 1948 se habían agotado los fondos, pero el arquitecto no quiso paralizar el proyecto por lo que pidió fondos al Cabildo de Tenerife que lo concedió, suscribiendo un crédito por valor de 3 millones de pesetas. En 1949, el Hotel Mencey comenzó a recibir a sus primeros inquilinos, a pesar de no estar del todo finalizado. La inauguración tuvo lugar el 8 de abril de 1950, siendo cedido por la Capitanía General de Canarias al Cabildo Insular de Tenerife. Desde su inauguración, el hotel ha sido ampliado y reformado en varias ocasiones, siendo en la actualidad el único hotel 5 estrellas de la ciudad de Santa Cruz de Tenerife.
Durante los siguientes años, el Hotel Mencey pasó por varias vicisitudes, destacándose, tras la gestión bajo la empresa pública ENTURSA hasta 1986, el cierre del hotel entre los años: 1987 a 1989, debido a una profunda crisis. Es propiedad del Cabildo de Tenerife y desde 2011 es gestionado por cadena hotelera Iberostar, que sustituye a Starwood Hotels & Resorts Worldwide, propietaria de Sheraton.
Entre las personalidades que ha alojado el Hotel Mencey se pueden mencionar: el Rey emérito Juan Carlos I, el Rey Felipe VI, Celia Cruz, Joan Miró, Rafael Alberti y José Saramago. También actores de Hollywood como Richard Burton, Elizabeth Taylor, Sofía Loren, Matt Damon y el gran aclamado Alonso Simancas